# マックスバリュ名古屋
マックスバリュ名古屋株式会社（マックスバリュなごや、Maxvalu Nagoya Co., Ltd.）は、かつて愛知県名古屋市を中心にスーパーマーケットを展開していたイオングループの企業。2007年（平成19年）10月にマックスバリュ中部株式会社に吸収合併された。
長らくボランタリー・チェーンの「ナフコチェーン」の1社「ナフコはせ川」（ナフコはせがわ）としてスーパーマーケットを運営していたが、2006年（平成18年）5月にマックスバリュ中部の傘下に入ったことを受け7月に社名を改称、店舗名も「マックスバリュ」に改称した。マックスバリュ中部に吸収合併された時点では19店舗を運営していた。

## 沿革
- 1950年（昭和25年）10月 - 愛知県名古屋市東区矢田市場内に塩乾物商「長谷川商店」（はせがわしょうてん）を開業[2]。
- 1953年（昭和28年）7月 - 有限会社はせ川（はせがわ）を創立[2]。
- 1968年（昭和43年）7月 - 株式会社はせ川フードセンター（はせがわフードセンター）を設立[2]。
- 1969年（昭和44年）1月 - ボランタリー・チェーン「協同組合ナフコチェーン」に加盟[2]。
- 1983年（昭和58年）8月 - 株式会社はせ川に商号変更[2]。
- 1989年（平成元年）7月 - 株式会社ナフコはせ川に商号変更[2]。
- 2006年（平成18年）
  - 5月 - マックスバリュ中部株式会社の100%子会社となる。債務超過であったため、実質無償（帳簿上は1円。備忘価額も参照）で買収された[3]。
  - 6月 - ボランタリーチェーン「協同組合ナフコチェーン」より脱退[2]。
  - 7月1日 - マックスバリュ名古屋株式会社に商号変更。店名を「マックスバリュ」に変更のうえ、7月3日より営業を開始した[4]。
  - 9月 - クレジットカードの取扱いを開始。
  - 10月 - 茶屋ヶ坂店を閉店。
  - 11月 - マックスバリュポイントカードの取扱いを開始。
- 2007年（平成19年）10月 - マックスバリュ中部株式会社に吸収合併され、解散。

## 店舗
以下、所在地は全て愛知県内。
ナフコはせ川→マックスバリュ名古屋の店舗は、名古屋市内は北部・東部地域に集中しており、中心部の中区の他、南部の熱田、瑞穂、天白、港、南、緑の各区内には店舗がなかった。マックスバリュ名古屋としての営業開始当時、店舗が最も多かったのは名東区の6店舗で、ほか北・昭和・中川・千種の各区に2店舗ずつあった。

### マックスバリュ名古屋として運営された店舗
マックスバリュ名古屋への改称（2006年7月1日）からマックスバリュ中部に吸収合併される直前（2007年9月30日時点）に存在した店舗は以下の通り（その後閉店した店舗も含む）。【 】を付した店舗名はナフコはせ川当時のもの（店舗ブランドをマックスバリュに変更した際に改称したもののみ記載）。
公式サイトの店舗一覧（2006年8月6日現在・2007年9月29日現在）も参照。
マックスバリュ中部への合併後、マックスバリュ東海の店舗として存続しているもの
マックスバリュ名古屋を吸収合併したマックスバリュ中部は、2019年9月1日にマックスバリュ東海に吸収合併された。
- 一社店【一社21店】（名古屋市名東区、1975年10月開店）
  - 入店していたビルの取り壊しに伴い2012年1月に一旦閉店、同地に増床新築し、2012年7月に閉店前と同じ店名で再オープンした。

- 香流店【香流21店】（名古屋市名東区、1989年10月開店）
- 代官店（名古屋市東区、1996年4月開店）
- 今池店（名古屋市千種区、1998年3月開店）
  - 2010年に「バリューセンター」に転換。2011年に「マックスバリュ」に再転換。

- 御器所店【御器所21店】（名古屋市昭和区、1999年11月開店）
- 川原店【川原21店】（名古屋市昭和区、2005年8月開店）

マックスバリュ中部への合併後、イオンビッグの店舗として存続しているもの
マックスバリュ中部はマックスバリュ東海との合併（上述）を前に、運営していたディスカウント型店舗「ザ・ビッグ エクスプレス」全店舗を2019年6月1日にイオンビッグに移管しており、それらには以下のマックスバリュ名古屋から継承した店舗を転換したものも含まれていた。なお、「ザ・ビッグ エクスプレス」に転換したものの閉店済みの店舗については、下記の「閉店した店舗」を参照。
- 味鋺店（名古屋市北区、1980年2月開店）
  - 2018年9月7日に「ザ・ビッグ エクスプレス」に転換。

- 花ノ木店（名古屋市守山区、1994年1月開店）
  - 2010年に「バリューセンター」に転換。2010年11月12日に「ザ・ビッグ エクスプレス」に再転換。

- 五女子店【五女子21店】（名古屋市中川区、2000年4月開店）
  - 2009年に「バリューセンター」に転換。2011年9月17日に「ザ・ビッグ エクスプレス」に再転換。

- 荒子店【荒子21店】（名古屋市中川区、2002年3月開店）
  - 2009年に「バリューセンター」に転換。2010年8月26日に「ザ・ビッグ エクスプレス」に再転換。

マックスバリュ名古屋の当時に閉店した店舗
- 茶屋ヶ坂店（名古屋市千種区、1989年5月開店、2006年10月31日閉店）

マックスバリュ中部の当時に閉店した店舗
- 菊井店（名古屋市西区、1982年11月開店、2008年2月23日閉店）
- 瀬戸店【グリーンシティー瀬戸店】（瀬戸市、1996年7月開店、2008年2月25日閉店）
  - 同所にはその後「ダイトミ」が開店するも2009年に閉店、次いで「三河屋」が開業するも2011年に閉店、次いで「直販市場しんせん」が開店。

- 如意店（名古屋市北区、1976年9月開店、2008年6月30日閉店）
- 本地店（尾張旭市、1995年3月開店、2008年6月30日閉店）
  - その後同所には建物を新築のうえ、V・drug北本地ケ原店が2024年3月7日に開店した。

- 引山店（名古屋市名東区、1992年3月開店、2009年8月31日閉店）
  - 跡地には2009年11月よりナフコ加盟の1社・ニワキンの店舗「ナフコ名東引山店」が開店したが2014年2月4日閉店。その後スギ薬局引山店が開店。

- 猪高店（名古屋市名東区、1984年3月開店、2012年7月31日閉店）
- 藤が丘店【藤が丘21店】（名古屋市名東区、1978年3月開店、2014年7月31日閉店）
  - 2009年に「バリューセンター」に転換していた。
  - 閉店後、同所では書店の「こみかるはうす藤が丘店」が営業していたものの、2020年に建物自体の建て替えのため同店も閉店（移転）した。
  - その後、跡地にはホテルルートインGrand名古屋藤が丘駅前が2024年12月25日にオープンした。

- 高針店（名古屋市名東区、1981年10月開店、2015年9月30日閉店）
  - 2009年に「バリューセンター」に転換し、2012年2月25日に「ザ・ビッグ エクスプレス」に再転換していた。
  - 跡地にはフィールクオリテ名東高針店が開店。

- 向島店【向島21店】（名古屋市中村区、2000年12月開店、2019年5月30日閉店）
  - 2009年に「バリューセンター」に転換し、2011年11月19日に「ザ・ビッグ エクスプレス」に再転換していた。上述の通り、マックスバリュ中部の運営していた「ザ・ビッグ エクスプレス」は2019年6月1日にイオンビッグに移管されたが、当店についてはその直前に（マックスバリュ中部運営のまま）閉店している。
  - 建物は解体されたうえで、同所にはアルビス中村二瀬店が2021年7月15日に開店した。

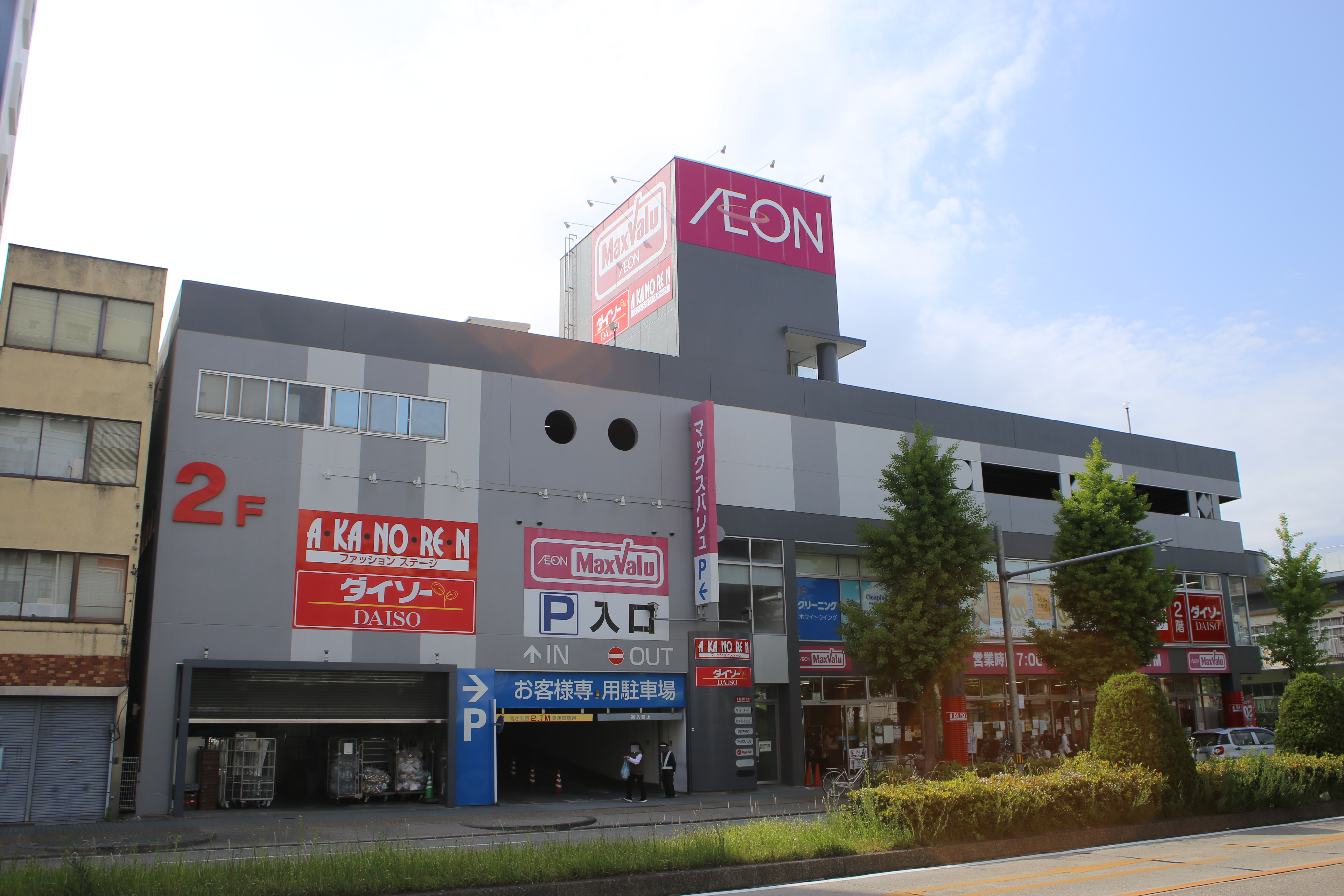
マックスバリュ今池店（元・ナフコ今池店→マックスバリュ今池店→バリューセンター今池店、2021年5月）
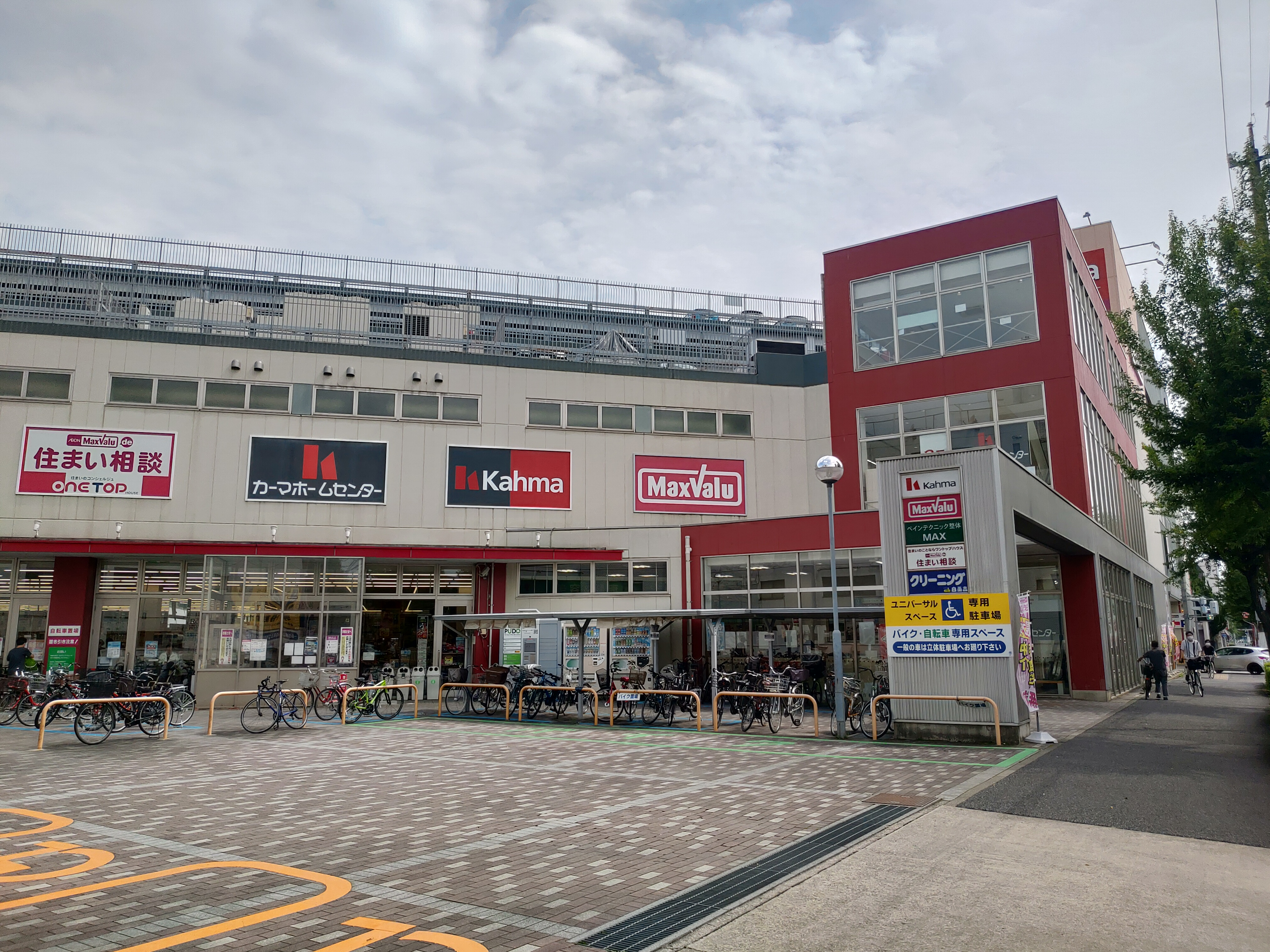
マックスバリュ川原店（元・ナフコ川原21店、2021年7月）
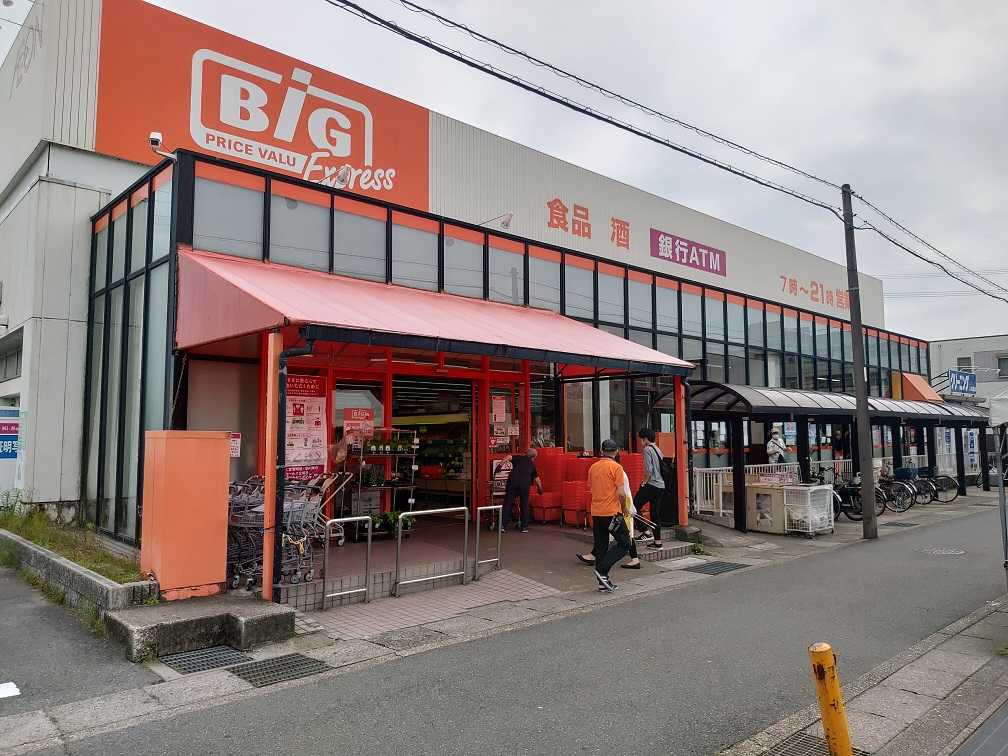
ザ・ビッグエクスプレス花ノ木店（元・ナフコ花ノ木店→マックスバリュ花ノ木店→バリューセンター花ノ木店、2020年6月）

### ナフコはせ川の当時に閉店した店舗
ナフコはせ川公式サイトの店舗一覧（2001年11月29日現在、2004年2月20日現在、2006年4月30日現在）も参照。
- 筒井21店（名古屋市東区） - 2001年8月開店、2003年10月閉店[5]。
- 杁中店（名古屋市昭和区） - 1989年9月開店、2003年12月閉店[5]。
- 牧の原21店（名古屋市名東区） - 2001年5月開店、2005年1月閉店[5]。
- 矢田店（名古屋市東区）- 1963年2月開店。
- 東山店（名古屋市千種区）- 1978年9月開店。

### 補足
- ナフコはせ川当時に計画していたもののナフコはせ川としては開業に至らなかった「ナフコ砂田橋ショッピングセンター」は、「砂田橋ショッピングセンター」に改称のうえ、運営を当社ではなく親会社のマックスバリュ中部として[12]2006年11月18日に開店した。マックスバリュとしての店名は「砂田橋店」。
- 商号変更時からマックスバリュ中部に吸収合併される間、愛知県下のマックスバリュは、マックスバリュ名古屋の他、イオン[注 4]、マックスバリュ中部、マックスバリュ東海の4法人が運営する店舗が混在していた。特に名古屋市内はマックスバリュ東海を除く3社の店舗が併存していた（区単位でも千種区には3社の店舗が併存していた[注 5]）[32]。2013年にイオンからイオンリテールを経て誕生したマックスバリュ中京がマックスバリュ中部に吸収され、名古屋市内をはじめ、愛知県東部を除く愛知県内がマックスバリュ中部運営に一本化された。2019年にはマックスバリュ中部がマックスバリュ東海に吸収され、愛知県全域で統一された。

### 店名についての注記
1. ↑  当店のナフコはせ川当時の名称は「ナフコ グリーンシティー瀬戸店」であるが、「ナフコ瀬戸店」（ナフコ不二屋が運営）はこれとは別の店舗である。
2. ↑  2015年12月10日より営業している「ナフコ引山店」（ナフコ不二屋が開業[16]）とは別店舗である。
3. ↑  2014年4月より営業している「マックスバリュ藤が丘店」（イオンマーケットからマックスバリュ中部に移管された「ピーコックストア藤が丘店」[19][20]を改称したもの。さらに以前の2013年途中までは「松坂屋ストア藤が丘店」であった）とは別店舗である。